# Лорд-камергер
Лорд-камергер, или Лорд-гофмейстер (англ. Lord Chamberlain, полностью англ. Lord Chamberlain of the Household) в Великобритании — высшая (не наследуемая, но назначаемая) придворная должность. В ведении лорда-камергера находится хозяйственная деятельность королевского двора, он непосредственный распорядитель королевских увеселений, ответственный за все придворные развлечения. До 1968 г. также выполнял надзорно-цензорские функции, в частности, выдавал лицензии на публичные театральные постановки.
Не путать с должностью Лорда великого камергера, иначе лорда-обер-гофмейстера (англ. Lord Great Chamberlain).